# T@gged
T@gged, anche noto come You've Been T@gged, è una serie televisiva statunitense, creata, diretta e sceneggiata interamente da Hannah Macpherson.
La serie è stata pubblicata per la prima volta negli Stati Uniti su go90 dal 19 luglio 2016 all'11 luglio 2017. L'ultima stagione è stata pubblicata su Hulu il 7 dicembre 2018, concludendo la serie con un totale di 35 episodi ripartiti su tre stagioni. Un adattamento italiano viene pubblicato sul servizio in streaming TIMvision dal 5 febbraio 2020, con le prime due stagioni.

## Trama
T@gged segue la storia di tre ragazze delle superiori, Hailey (Lia Marie Johnson), Rowan (Lulu Antariksa) e Elisia (Katelyn Nacon), che vengono taggate in un video violento. Scoprono un profilo che posta tutto ciò che le ragazze fanno durante le loro giornate, anche quando dormono. L'unica soluzione è scoprire chi stia facendo tutto questo, prima che il killer arrivi a loro. T@gged mostra cosa accade quando il tuo profilo di un social media arriva in mani sbagliate.

## Episodi
| Stagione         | Episodi | Pubblicazione USA | Pubblicazione Italia |
| ---------------- | ------- | ----------------- | -------------------- |
| Prima stagione   | 11      | 2016              | 2020                 |
| Seconda stagione | 12      | 2017              | 2020                 |
| Terza stagione   | 12      | 2018              | inedita              |

## Personaggi e interpreti

### Personaggi principali
- Rowan Fricks (stagioni 1-3), interpretata da Lulu Antariksa, doppiata da Ludovica De Caro.
- Elisia Brown (stagioni 1-3), interpretata da Katelyn Nacon, doppiata da Valentina Pallavicino.
- Hailey Jensen (stagioni 1-2), interpretata da Lia Marie Johnson, doppiata da Tiziana Martello.
- Ash Franklin (stagioni 1-3), interpretato da Timothy Granaderos, doppiato da Stefano Pozzi.
- Brie (stagioni 1-3), interpretata da Tristin Mays, doppiata da Martina Felli.
- Sig.ra Dawson (stagioni 1-2), interpretata da Danielle Savre.
- Eric/Dunbar Rakes (stagioni 1-3), interpretato da Brendan Meyer.
- Jake Brown (stagioni 1-3), interpretatato da Nick Fink, doppiato da Alessandro Capra.
- Brandon Darrow (stagioni 1-3), interpretato da Lukas Gage, doppiato da Jacopo Calatroni.
- Fricks (stagioni 1-3), interpretato da Kurt Caceres.
- Nicki Sullivan (stagioni 1-3), interpretata da Claudia Sulewski, doppiata da Francesca Bielli.
- Sean McCauley (stagioni 1-3), interpretato da JC Caylen.
- Stinger (stagioni 2-3), interpretato da Rajiv Dhall.
- Trevor (stagioni 2-3), interpretato da Braeden Lemasters.
- Hawk (stagioni 2-3), interpretato da Noah Centineo, doppiato da Alessio Nissolino.
- Zoe Desaul (stagioni 2-3), interpretata da Emma Dumont, doppiata da Elisa Giorgio.
- Tessa (stagione 3), interpretata da Hana Hayes.
- Jay (stagione 3), interpretata da Fivel Stewart.
- Alison (stagione 3), interpretata da Chelsea Lopez.
- Olive (stagione 3), interpretata da Ava Capri.

## Produzione

### Riprese
Le riprese della serie si svolgono in Nuovo Messico; quelle per la prima sono cominciate a inizio 2016, mentre quelle per la seconda nel settembre dello stesso anno.
Le riprese della terza stagione sono cominciate nell'ottobre del 2017 e sono terminate nel dicembre dello stesso anno.